# Lykele Muus
 (janvier 2019).
Si vous disposez d'ouvrages ou d'articles de référence ou si vous connaissez des sites web de qualité traitant du thème abordé ici, merci de compléter l'article en donnant les références utiles à sa vérifiabilité et en les liant à la section « Notes et références ».
Lykele Muus, né en 1987 à Utrecht, est un acteur et écrivain néerlandais.

## Filmographie

### Cinéma et téléfilms
- 2012-2013 : Bellicher : Le détective corrompu Jonse
- 2014 : Ramses (série télévisée) : Jaap
- 2014 : Kris Kras (nl) : Le déménageur
- 2014 : Nicht mein Tag : Directeur des opérations
- 2014 : Lucia de B. : Le journaliste
- 2014 : England on My Roof de Fatmir Koçi : Johan[2]
- 2015-2016 : Missie Aarde (nl) : Thijs
- 2016 : Dark Machine de Sander van Dijk : Viktor Prins[3]
- 2016 : Centraal Medisch Centrum (nl) : Sam
- 2017 : Weg van Jou (nl) de Jelle de Jonge : Lennaert[4]
- 2017 : Waiting Room de Simone van Dusseldorp [5]
- 2017 : B.A.B.S. (nl) : Kai
- 2017 : Klem (nl) : Sander Jonkers
- 2018 : VR Watersnoodramp 1953 de Kuba Szutkowski[6]
- 2019 : De libi (nl) : Propriétaire de la tente de plage
- 2019 : 7-OD : Simon
- 2019-20 : Women of the Night : Charles
- 2021 : De zitting : Alex Wittermans
- 2021 : Alles op tafel (nl) : Bas ex van Fenna

## Livre
- 2015 : Eland